# 帕尼堡
帕尼堡（法語：Pagny-le-Château，法語發音：[paɲi lə ʃato]）是法国科多尔省的一个市镇，位于该省东南部，属于博讷区。

## 地理
帕尼堡（47°2'50"N, 5°11'47"E）面积24.23 平方千米，位于法国勃艮第-弗朗什-孔泰大區科多尔省，该省份为法国中东部省份，北起奥布省，西接涅夫勒省和约讷省，南至索恩-卢瓦尔省，东南接汝拉省，东临上索恩省，东北部与上马恩省接壤。
与帕尼堡接壤的市镇（或旧市镇、城区）包括：圣于萨日、朗特、尚布朗、埃巴尔、弗朗克索、格罗布瓦莱蒂谢、拉布吕耶尔、洛讷、蒙塔尼莱瑟尔、帕尼城。
帕尼堡的时区为UTC+01:00、UTC+02:00（夏令时）。

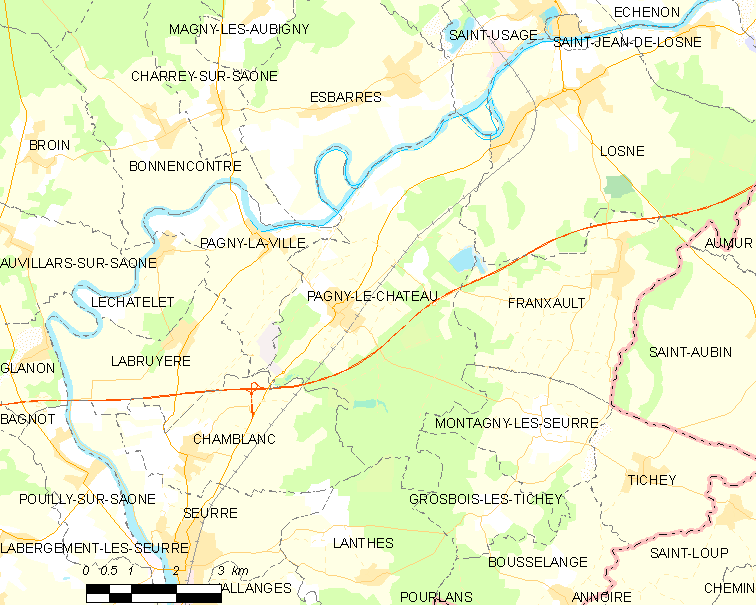
帕尼堡的OSM定位图

## 行政
帕尼堡的邮政编码为21250，INSEE市镇编码为21475。

## 政治
帕尼堡所属的省级选区为布拉泽昂普莱讷县。

## 交通
科多尔省省道D34A线和D976线在境内交汇。法国国家A36号高速公路经过境内但未设出入口。

## 人口

1962-2008年间帕尼堡人口变化图示

帕尼堡于2022年1月1日时的人口数量为485人。